# Richard Long
Richard Long (Chicago, 17 de dezembro de 1927 — Los Angeles, 21 de dezembro de 1974) foi um ator norte-americano.

## Biografia
Long mudou-se para Hollywood com a família em 1944, estudando no "Hollywood High School". Não tinha a intenção de ser ator, mas fez aulas de teatro porque precisava de créditos na disciplina de inglês. Por uma razão do destino, quando encenava uma peça na escola, foi descoberto por um caça talentos da Universal Studios e foi escalado para o filme "Tomorrow Is Forever", de 1946, trabalhando ao lado de Orson Welles. Sua atuação impressionou Welles que o convidou para atuar no filme The Stranger, também de 1946. Ainda em 1946, trabalhou no seu terceiro filme, The Dark Mirror.
Mesmo iniciando no cinema, seus maiores sucessos foram na televisão, nas séries: The Big Valley, Nanny and the Professor, Bourbon Street Beat e 77 Sunset Strip, com atuações em personagens principais.

## Morte
Richard, durante toda a sua vida adulta, teve problemas cardíacos e associado aos hábitos de fumar e beber, encontrou a morte muito cedo. Após sofrer alguns ataques cardíacos, no final do ano de 1974 ficou internado no "Tarzana Medical Center", mas seu coração parou em 21 de dezembro de 1974, aos 47 anos de idade.